# جو كوين
جو كوين (بالإنجليزية: Joe Quinn)‏ هو لاعب كرة قاعدة أمريكي، ولد في 25 ديسمبر 1864 في إبسوتش في أستراليا، وتوفي في 12 نوفمبر 1940 في سانت لويس في الولايات المتحدة.

## وصلات خارجية
- جو كوين على موقعبيزبول رفرنس.كوم (الدوري الرئيسي) (الإنجليزية)
- جو كوين على موقعبيزبول رفرنس.كوم (الدوري الثانوي) (الإنجليزية)
- جو كوين على موقع مشجعي الرسوم البيانية (الإنجليزية)